# Szigetszentmárton
Szigetszentmárton è un comune dell'Ungheria di 1.880 abitanti (kilo 2001) situato nella contea di Pest, nell'Ungheria settentrionale.